# Minami Sengoku
 (mai 2025).
Si vous disposez d'ouvrages ou d'articles de référence ou si vous connaissez des sites web de qualité traitant du thème abordé ici, merci de compléter l'article en donnant les références utiles à sa vérifiabilité et en les liant à la section « Notes et références ».
Minami Sengoku (仙石みなみ, Sengoku Minami), née le 30 avril 1991 au Japon, est une chanteuse et idole japonaise, ex-membre du Hello! Project.

## Biographie
Minami Sengoku débute en 2004, sélectionnée avec le Hello Pro Egg. 
En 2007, elle est intégrée à l'équipe de futsal du H!P Gatas Brilhantes, et au groupe de J-pop du Hello! Project qui en est dérivé, Ongaku Gatas, avec lequel elle est provisoirement intégrée au M-line club lors du transfert du groupe en mars 2009. Fin 2010 est annoncée sa graduation (départ) du Hello Pro Egg, et son transfert vers la compagnie mère Up-Front, pour laquelle elle anime le show d'idols Up-Front Girls.
En 2011, elle forme avec six autres anciennes du Hello! Pro Egg le groupe Up Up Girls Kakko Kari, dont elle est l'ainée et est nommée leader ; en 2012, le groupe signe un contrat avec le nouveau label d'idoles T-Palette Records fondé un an auparavant.
En 2013, elle joue avec d'autres artistes du même label dans le film Ada qui sort en juillet.
Minami remporte le Grand Prix à la Next Gravure Queen Battle  (Nextグラビアクイーンバトル) saison 2 en janvier 2014. 
Elle se produit ensuite lors de son 1er concert solo en avril 2014.
Elle quitte Up Up Girls Kakko Kari le 15 septembre 2017.

## Liens
- (ja) Blog officiel